# Lepithrix nikolaji
Lepithrix nikolaji är en skalbaggsart som beskrevs av Dombrow 2007. Lepithrix nikolaji ingår i släktet Lepithrix och familjen Melolonthidae. Inga underarter finns listade i Catalogue of Life.